# Kalaj(IV) fluorid
Kalaj(IV) fluorid je hemijsko jedinjenje kalaja i fluora sa formulom SnF4. On je beli prah sa tačkom topljenja iznad 700°C.
-{
SnF}-4 se može pripremiti reakcijom metalnog kalaja sa gasovitim fluorom:
Međutim, inertni slog metalnog fluorida se formira i površina postaje nereaktivna. Alternativni sintetički pristup je reakcija 4 sa anhidridnim fluorovodonikom:
Sa fluoridima alkalnih metala (npr. KF) se formiraju heksafluorostanati (npr. ), koji sadrži oktaedralni SnF62− anjon. SnF4 se ponaša kao Luisova kiselina i proizvodi jedinjenja tipa  i  se formiraju.

## Literatura
- Greenwood, N. N.; Earnshaw, A. (1997). Chemistry of the Elements (2nd изд.). Oxford:Butterworth-Heinemann. стр. 381. ISBN 978-0-7506-3365-9.